# Ликовна академија у Бечу
Ликовна академија у Бечу је државни универзитет ликовне уметности у Бечу. На овој академији студирали су Паја Јовановић и Урош Предић.

## Историја
"Академија лепих уметности" у Бечу основана је 1692. године као приватна академија по узору на Академија ди Сан Лука (итал. Accademia di San Luca) у Риму и Краљевске академије за сликарство и вајарство (фр. Académie royale de peinture et de sculpture) у Паризу. Иницијатор бечке академије био је дворски сликар Петер Штрудел, кога је цар Јозеф I Хабзбзршки 1701. године уздигао у ранг Фрајхера (барона) Светог римског царства. Штруделовом смрћу 1714. академија је привремено затворена.
Дана 20. јануара 1725. године, цар Карло VI именовао је Француза Јакоба ван Шупена за префекта и директора за обновљену Академију. Академија је названа Висока царска и краљевска академија сликара, вајара и архитеката. Након Карлове смрти 1740. године, академија је стагнирала, али је 1751. године, за време владавине његове ћерке царице Марије Терезије, донет нови статут који је реформисао академију. Престиж академије је порастао за време деканата Микеланђела Унтербергера и Пола Трогера, а 1767. године надвојвоткиње Марија Ана и Марија Каролина постале су прве почасне чланице. Године 1772. дошло је до даљих реформи организационе структуре. 1776. године гравер Јакоб Матијас Шмуцер основао је школу гравирања, под називом Царско-краљевска академија гравирања.
Канцелар Венцел Антон Кауниц је интегрисао све постојеће уметничке академије у Уједињену царску и краљевску академију лепих уметности. Реч „vereinigten“ (уједињена) је касније избачена из назива ове школе. Године 1822. колекција уметничких дела је значајно порасла завештањем почасног члана Антона Франца де Пауле Граф Ламберг-Шпринценштајна. Његова колекција и даље је јако бројна међу уметничким делима изложеним у академији.
Године 1872. аустријски цар Франц Јозеф одобрио је статут којим је академија постала врховни државни орган за уметност. Нова зграда је изграђена према плановима њеног професора Теофила Ханзена у оквиру булевара Рингштрасе. Дана 3. априла 1877. отворена је данашња зграда на Шилерплацу у Првом бечком округу. Радови на унутрашњим просторијама, укључујући фреске на плафону Анселма Фојербаха, настављени су све до 1892. године.
Године 1907. и 1908. младом Адолфу Хитлеру, који је дошао из Линца, два пута је одбијен пријем на часове цртања. Хитлер је остао у Бечу, издржавајући се од социјалне помоћи, безуспешно покушавајући да настави своју професију уметника. Убрзо се повукао у сиромаштво и почео да продаје аматерске слике, углавном аквареле, за оскудну храну, све док није отишао из Беча у Минхен у мају 1913.
Током Аншлуса 1938–1945, академија је, као и друге аустријске високошколске установе, била принуђена да очисти своје особље и студенте од Јевреја и других који су потпадали под делокруг Нирнбершких расних закона. После Другог светског рата, академија је реконституисана до 1955. године. Едуард фон Још, секретар Академије, смењен је због чланства у Нацистичкој партији. Академија има статус универзитета од 1998. године, али је задржала свој првобитни назив. То је тренутно једини аустријски универзитет без речи „универзитет“ у свом називу.

## Структура академије
Академија је подељена на следећих шест института:

#### Институт за ликовну уметност
Има тринаест одељења:
1. Апстрактно сликарство;
2. Уметност и дигитални медији;
3. Уметност и фотографија;
4. Уметност и истраживање;
5. Концептуална уметност;
6. Концептуално сликарство;
7. Проширени сликовни простор;
8. Фигуративно сликарство;
9. Графичка уметност и графика;
10. Вајарство;
11. Перформативна уметност - скулптура;
12. Видео и видео-технологија;
13. Текстуална скулптура [7]

#### Институт за теорију уметности и културологију
- Теорија уметности,
- Филозофија,
- Историја;

#### Институт за средњу стручну спрему
- Занатство
- Дизајн
- Текстилна уметност

## Познати дипломци
- Марија Анвандер
- Алојз Арнегер
- Јоанис Аврамидис
- Вилијам Берчи
- Амоако Боафо
- Бернхард Цела
- Георг Декер
- Лудвиг Дојч
- Хелмут Дич
- Карл Дулдиг
- Слава Дулдиг
- Георге Дури
- Антонин Енгел
- Јозеф Флек
- Рихард Гах
- Виктор Грун
- Сигурдур Гудјонсон
- Хелмут Граф
- Алис Бергер Хамершлаг
- Сесил ван Ханен
- Готфрид Хелнвајн
- Волфганг Холега
- Ханс Холајн
- Алфред Хрдличка
- Корнелија Џејмс [8]
- Паја Јовановић
- Естер Каталин
- Готфрид Линдауер
- Франц Ксавер Месершмит
- Вера Недкова
- Урош Предић
- Хајнрих Раухингер
- Константин Данијел Розентал
- Егон Шиле
- Рудолф Михаел Шиндлер
- Отмар Шимковиц
- Фригиес Шулек
- Теодор Сокл
- Вили Соукоп
- Хито Штајерл
- Катрин Леа Таг
- Ото Вагнер
- Јакоб Вајденманн
- Ервин Вурм
- Бруно Зах
- Иван Мештровић

### Остали студенти и професори
- Карл Ајген (1684–1762), студент, директор и професор
- Оз Алмог, (рођен 1956.)
- Алојз Арнегер (1879–1963)
- Јоанис Аврамидис (1922–2016)
- Петер Беренс (1868–1940)
- Сабет Бухман (рођен 1962.)
- Менси Клемент Црнчић (1865–1930)
- Константин Данил (1802–1873)
- Саид Даносијан (1979–1985)
- Дидрих Дидерихсен (рођен 1957.)
- Андреа Марија Дусл (рођена 1961.)
- Томас Ендер (1793–1875)
- Харун Фароцки (1944–2014)
- Анселм Фојербах (1829–1880), професор (1873)
- Емил Фукс (1866–1929)
- Ернст Фукс (1930–2015)
- Петер Јохан Непомук Гајгер (1805–1880), професор
- Рихард Герстл (1883–1908)
- Едвин Гринауер (1893–1964)
- Готфрид Хелнвајн (рођен 1948.)
- Ф. Скот Хес (рођен 1955.)
- Клеменс Холцмајстер (1886–1983)
- Фриденсрајх Хундертвасер (1928–2000)
- Ли Хуа (рођен 1980.)
- Грета Кемптон, (1901–1991)
- Антон Лемден (1929–2018)
- Максимилијан Либенвајн (1869–1926)
- Леополд Мацал (1890–1956)
- Франц Антон Маулберч (1724–1796)
- Лудвиг Мерварт (1913–1979)
- Јозеф Мосмер (1780–1845)
- Каспар Нехер (1897–1962)
- Густав Пајхл (1928–2019)
- Јохан Георг Плацер (1704–1761)
- Ролан Рајнер (1910–2004)
- Данијел Рихтер (рођен 1962.)
- Рудолф Шварц (1840–1912)
- Роберт Седлачек (1881–1957)
- Насрине Сераји (рођена 1957.)
- Тамуна Сирбиладзе (1971–2016)
- Хито Штајерл (рођен 1966.)
- Пол Трогер (1698–1762)
- Норберт Тролер (1900–1984))
- Рудолф фон Алт (1812–1905)
- Фридрих фон Шмит (1825–1891)
- Хенрик Вебер (1818–1866)
- Курт Вајс (1895–1966)
- Алберт Цимерман (1808–1888)